# Дьяченко, Лев Александрович
Лев Алекса́ндрович Дьяче́нко (19 апреля 1929 — 4 августа 2002) — передовик советского машиностроения, токарь Электростальского завода тяжёлого машиностроения Министерства тяжёлого, энергетического и транспортного машиностроения СССР, Герой Социалистического Труда (1966).

## Биография
Родился в 19 апреля 1929 года в деревне Фряново Щёлковского района московского округа Московской области в русской семье. В городе Ногинске завершил обучение в шести классах средней школы, а также прошёл обучение в ремесленном училище. Служил в Советской Армии. В декабре 1952 года поступил на работу расточником 6-го разряда механосборочного цеха №1 Электростальского завода тяжёлого машиностроения в городе Электросталь Московской области.
В 1950 году завод начал выпуск лопастей для гидротурбин. С 1959 года предприятие выпускало высокопроизводительное и трубосварочное оборудование. Здесь производилось 70% труб для нефтяной и газовой промышленности, теплоэнергетики и космической отрасли. В 1963 году было принято решение о выпуске на этом заводе трубных, мелкосортных и специальных станков. Выполнял изготовление сложных деталей, растачивал на чехословацком станке "Шкода". Также выполнял общественную нагрузку, был председателем заводского совета бригадиров.
За выдающиеся заслуги в выполнении заданий семилетнего плана и достижение высоких технико=экономических показателей в работе Указом Президиума Верховного Совета СССР от 9 июля 1966 года Льву Александровичу Дьяченко было присвоено звание Героя Социалистического Труда с вручением ордена Ленина и золотой медали «Серп и Молот».
В 1980 году получил патент на изобретение «Установка для двухосной ориентации полимерных рукавных плёнок».
В дальнейшем продолжал трудовую деятельность. С декабря 1975 по апрель 1989 года работал токарем-расточником МСЦ-1 ЭЗТМ Министерства тяжёлого транспортного машиностроения СССР. С 1989 года находился на пенсии.
Проживал в Электростали Московской области. Умер 4 августа 2002 года.
Похоронен в Электростали на Старом городском кладбище.

## Семья
Жена — Дьяченко Евгения Васильевна (18.12.1930 — 21.10.2019)
- Сын — Игорь (21.10.1955 — 12.10.2016)

Брат — Михаил (10.09.1927 — 14.07.2009), токарь-расточник ЭЗТМ

## Награды
За трудовые успехи удостоен:
- золотая звезда «Серп и Молот» (09.07.1966),
- орден Ленина (09.07.1966),
- другие медали.